# ソプラーナ
ソプラーナノ（伊: Soprana）は、イタリア共和国ピエモンテ州ビエッラ県に存在した、人口約700人の基礎自治体（コムーネ）。
2019年1月1日にモッソとトリヴェーロとヴァッレ・モッソと合併し、ヴァルディラーナの一部となった。

## 地理

### 位置・広がり
| コムーネとしてのソプラーナに隣接していたコムーネは以下の通り。 - クリーノ - メッツァーナ・モルティリエンゴ - トリヴェーロ |

## 行政

### 分離集落
コムーネとしてのソプラーナには、以下の分離集落（フラツィオーネ）があった。
Baltigati, Lanvario, Cerreia, Cerruti, Molinengo